# Eduard Bloch (Mediziner)

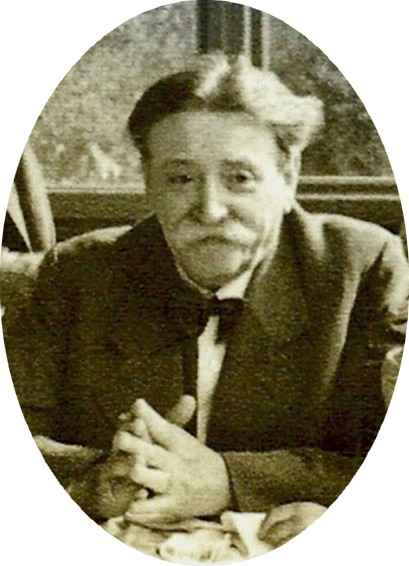
Eduard Bloch (1927).

 Eduard Bloch (* 30. Januar 1872 in Frauenberg, Böhmen, Österreich-Ungarn; † 1. Juni 1945 in New York City, New York, USA) war der Hausarzt von Adolf Hitlers Eltern. Seine Linzer Ordination lag in der Landstraße Nr. 12.

## Leben

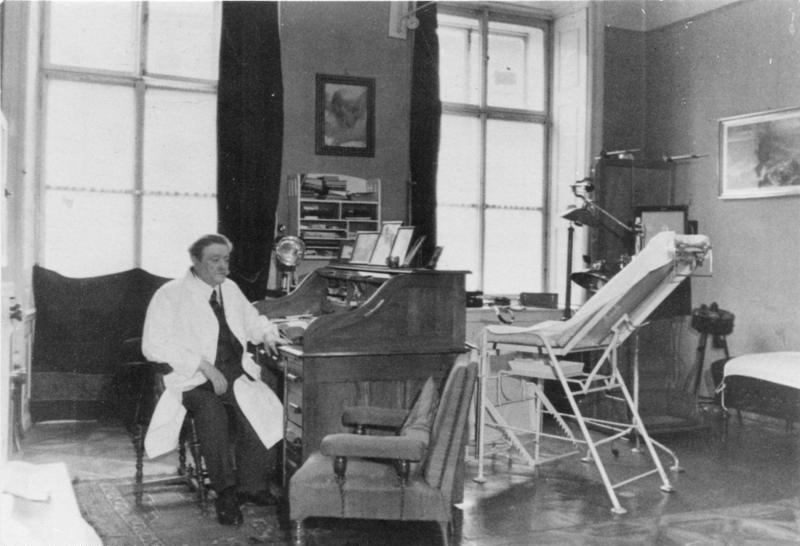
Blochs Linzer Ordination im Palais Weissenwolf, Landstraße 12, ca. 1938

Bloch studierte als Schüler von Alfred Přibram Medizin in Prag und ging danach als Arzt zur österreichischen Armee. 1899 wurde er nach Linz in Oberösterreich beordert, wo er im Anschluss an seine Militärzeit 1901 eine Privatpraxis eröffnete. Er heiratete 1902 Lilli Kafka. Sie hatten eine Tochter, Trude. In diese Praxis kam aus der Linzer Vorstadt Leonding zwei Jahre später die Familie Alois Hitlers, der kurz darauf starb.
Er war unter anderem der Hausarzt von Adolf Hitlers Mutter Klara. Nachdem 1907 ein Tumor in ihrer Brust diagnostiziert worden war, wurde sie im Linzer Krankenhaus der Barmherzigen Schwestern behandelt. Die Chancen standen allerdings von vornherein schlecht, und Bloch eröffnete dem 18-jährigen Hitler den Ernst der Lage. Eine langwierige Therapie könnte das Leben Klara Hitlers nur noch verlängern, aber nicht mehr retten. Sie verstarb am 21. Dezember 1907. Der Arzt erinnerte sich später, er habe in seiner ganzen Laufbahn noch nie jemanden so leiderfüllt gesehen wie Hitler, der zu seiner Mutter stets eine enge Bindung gehabt habe.
Deren Tod soll gemäß Rudolph Binion Hitlers Judenhass mit ausgelöst haben, da der Jude Bloch ihren Krebs nicht heilen konnte. Die Tatsachen sprechen jedoch gegen diese These. Bloch hatte mit 300 Kronen ein relativ bescheidenes Honorar verlangt und verzichtete auf einen Zuschlag für die vielen Hausvisiten und Behandlungen mit Iodoform und Morphin. Als die Familie am 24. Dezember 1907 zu ihm fuhr, um die Rechnung zu bezahlen und ihm zu danken, verbeugte sich Hitler sogar vor dem Arzt mit den Worten „Ich werde Ihnen ewig dankbar sein.“ 1908 schrieb er ihm eine Karte, in der er sich nochmals für seine Bemühungen bedankte. Überhaupt lassen sich antisemitische Vorurteile bei Hitler vor 1918 nicht nachweisen. 1937 erkundigte sich Hitler in Berlin bei Besuchern aus Linz nach Bloch, und als er 1938 im Zuge des Einmarsches in Linz Station machte, fragte er bei Hofrat Adolf Eigl sofort nach „seinem guten alten Dr. Bloch“ und nannte ihn einen „Edeljuden“.
Nach dem Anschluss Österreichs an Deutschland 1938 wurde Bloch zuerst wie alle anderen jüdischen Ärzte in der Ausübung seines Berufs eingeschränkt; schon kurze Zeit später erkannte er aber, dass er anscheinend bevorzugt behandelt wurde. Er durfte seine Innenstadtwohnung behalten, bekam kein J in seinen Pass gestempelt und musste seine Praxis nicht als „jüdisch“ kennzeichnen. Die Gestapo konfiszierte allerdings die zwei von Hitler geschriebenen Dankeskarten; obwohl Bloch sich bemühte, bekam er diese nie zurück. Bei der Gestapo sagte man ihm, dass sein Fall von Berlin aus „behandelt“ werde. Die Nationalsozialisten wollten Eduard Bloch in der Folge zum „Ehrenarier“ machen, was ihm und seiner Familie ein weiteres Leben in Deutschland ermöglicht hätte. Doch Bloch lehnte diese seltene „Auszeichnung“ ab, da er nicht bereit war, seinen Glauben zu verraten. Daraufhin begnügte die Gestapo sich damit, ihn zu überwachen.
Da die Lebensbedingungen aber immer schlechter wurden und Bloch aus den Reaktionen auf seine Bitte, ihm die beiden Karten von Hitler zurückzugeben, zu erkennen meinte, dass die Protektion durch den Diktator begrenzt war, entschloss er sich zur Emigration. Im November 1940 wanderte das Ehepaar in die Vereinigten Staaten von Amerika aus, nachdem andere Mitglieder seiner Familie schon ein Jahr vorher Deutschland verlassen hatten. In den USA übte Bloch seinen Beruf nicht mehr aus, da seine Approbation dort nicht anerkannt war.
Von US-amerikanischen Dienststellen wurde er in den Jahren 1941 und 1943 befragt, um tiefere Einblicke in die Entwicklung Adolf Hitlers zu bekommen. Bloch selbst veröffentlichte bereits 1941 seine Erinnerungen an Hitler in Collier’s Weekly. Er starb 1945 im Alter von 73 Jahren an Magenkrebs, kaum einen Monat nach Hitlers Tod. Er ist auf dem Beth David Cemetery, Abschnitt D, Block 3, Elmont, New York, begraben.
Er war bekannt mit Hedda Wagner, die eine Patientin war und ihm einen Roman widmete. Er selbst interessierte sich für Bücher von James Fenimore Cooper und Karl May.